# Emirhan İlkhan
Emirhan İlkhan (Istanbul, 1º giugno 2004) è un calciatore turco, centrocampista del Torino.

## Caratteristiche tecniche
Centrocampista centrale molto versatile, viene impiegato anche come trequartista grazie alle sue buone capacità di inserimento. È un preciso tiratore dalla distanza e vanta dinamismo, intensità e velocità. Predilige il piede destro.

## Carriera

### Club

#### Gli inizi, Beşiktaş
Prodotto giovanile del Beşiktaş, ha fatto tutta la trafila, ottenendo anche esperienza internazionale disputando la Youth League. Ha debuttato in prima squadra a soli 17 anni, nella Supercoppa turca, per poi ottenere undici presenze, condite da una rete, in campionato.

#### Torino e vari prestiti
Il 10 agosto 2022, İlkhan viene acquistato a titolo definitivo dal Torino, in Serie A.
Esordisce in maglia granata tre giorni dopo, nella partita prima partita della Serie A 2022-2023, ovvero quella in trasferta contro il Monza, entrando all'88º minuto e sostituendo il compagno di squadra Samuele Ricci.
Il 31 gennaio 2023, passa in prestito alla Sampdoria fino al termine della stagione, nell'ambito dell'operazione di mercato che vede Ronaldo Vieira compiere il percorso opposto. A fine stagione, culminata con la retrocessione in Serie B per i blucerchiati, fa ritorno ai granata.
Dopo aver svolto l'intera preparazione estiva con la società piemontese, il 30 agosto 2023 İlkhan viene ceduto in prestito all'İstanbul Başakşehir fino al termine della stagione.
A fine prestito fa ritorno ai piemontesi, in cui milita per tutta la stagione 2024-2025 senza mai scendere in campo.

## Statistiche

### Presenze e reti nei club
Statistiche aggiornate al 1º luglio 2024.
| Stagione        | Squadra             | Campionato      | Campionato | Campionato | Coppe nazionali | Coppe nazionali | Coppe nazionali | Coppe continentali | Coppe continentali | Coppe continentali | Altre coppe | Altre coppe | Altre coppe | Totale | Totale | Totale |
| Stagione        | Squadra             | Comp            | Pres       | Reti       | Comp            | Pres            | Reti            | Comp               | Pres               | Reti               | Comp        | Pres        | Reti        | Pres   | Reti   |        |
| --------------- | ------------------- | --------------- | ---------- | ---------- | --------------- | --------------- | --------------- | ------------------ | ------------------ | ------------------ | ----------- | ----------- | ----------- | ------ | ------ | ------ |
| 2021-2022       | Beşiktaş            | SL              | 11         | 1          | TK              | 0               | 0               | UCL                | -                  | -                  | TSK         | 1           | 0           | 12     | 1      |        |
| 2022-gen. 2023  | Torino              | A               | 4          | 0          | CI              | 0               | 0               | -                  | -                  | -                  | -           | -           | -           | 4      | 0      |        |
| gen.-giu. 2023  | Sampdoria           | A               | 8          | 0          | CI              | -               | -               | -                  | -                  | -                  | -           | -           | -           | 8      | 0      |        |
| ago. 2023       | Torino              | A               | 0          | 0          | CI              | 0               | 0               | -                  | -                  | -                  | -           | -           | -           | 0      | 0      |        |
| ago. 2023-2024  | İstanbul Başakşehir | SL              | 30         | 1          | TK              | 4               | 1               | -                  | -                  | -                  | -           | -           | -           | 34     | 2      |        |
| 2024-2025       | Torino              | A               | 0          | 0          | CI              | -               | -               | -                  | -                  | -                  | -           | -           | -           | 0      | 0      |        |
| 2025-2026       | Torino              | A               | 0          | 0          | CI              | 1               | 0               | -                  | -                  | -                  | -           | -           | -           | 1      | 0      |        |
| Totale Torino   | Totale Torino       | Totale Torino   | 4          | 0          |                 | 1               | 0               |                    | 0                  | 0                  |             | -           | -           | 5      | 0      |        |
| Totale carriera | Totale carriera     | Totale carriera | 53         | 2          |                 | 5               | 1               |                    | -                  | -                  |             | 1           | 0           | 59     | 3      |        |

### Cronologia presenze e reti in nazionale
| Cronologia completa delle presenze e delle reti in nazionale ― Turchia under 21 | Cronologia completa delle presenze e delle reti in nazionale ― Turchia under 21 | Cronologia completa delle presenze e delle reti in nazionale ― Turchia under 21 | Cronologia completa delle presenze e delle reti in nazionale ― Turchia under 21 | Cronologia completa delle presenze e delle reti in nazionale ― Turchia under 21 | Cronologia completa delle presenze e delle reti in nazionale ― Turchia under 21 | Cronologia completa delle presenze e delle reti in nazionale ― Turchia under 21 | Cronologia completa delle presenze e delle reti in nazionale ― Turchia under 21 |
| Data                                                                            | Città                                                                           | In casa                                                                         | Risultato                                                                       | Ospiti                                                                          | Competizione                                                                    | Reti                                                                            | Note                                                                            |
| ------------------------------------------------------------------------------- | ------------------------------------------------------------------------------- | ------------------------------------------------------------------------------- | ------------------------------------------------------------------------------- | ------------------------------------------------------------------------------- | ------------------------------------------------------------------------------- | ------------------------------------------------------------------------------- | ------------------------------------------------------------------------------- |
| 10-6-2022                                                                       | Istanbul                                                                        | Turchia under 21                                                                | 0 – 0                                                                           | Kazakistan under 21                                                             | Qual. Europeo Under-21 2023                                                     | -                                                                               | 46’                                                                             |
| 14-6-2022                                                                       | Vejle                                                                           | Danimarca under 21                                                              | 3 – 2                                                                           | Turchia under 21                                                                | Qual. Europeo Under-21 2023                                                     | -                                                                               | 85’                                                                             |
| 27-3-2023                                                                       | Alanya                                                                          | Turchia under 21                                                                | 4 – 2                                                                           | Kosovo under 21                                                                 | Amichevole                                                                      | -                                                                               | 19’                                                                             |
| 17-6-2023                                                                       | Esenyurt                                                                        | Turchia under 21                                                                | 1 – 0                                                                           | Azerbaigian under 21                                                            | Amichevole                                                                      | -                                                                               | 46’                                                                             |
| 22-3-2024                                                                       | Istanbul                                                                        | Turchia under 21                                                                | 2 – 1                                                                           | Georgia under 21                                                                | Qual. Europeo Under-21 2025                                                     | -                                                                               | 46’                                                                             |
| Totale                                                                          |                                                                                 | Presenze                                                                        | 5                                                                               |                                                                                 | Reti                                                                            | 0                                                                               |                                                                                 |

## Palmarès

### Club
- Supercoppa di Turchia: 1

Beşiktaş: 2021